# Distretto di Putuo
Il distretto di Putuo (cinese semplificato: 普陀区; cinese tradizionale: 普陀區; mandarino pinyin: Pǔtuó Qū) è un distretto di Shanghai. Ha una superficie di 55,47 km² e una popolazione di 872.600 al 2010.